# Эпоксибензантрацен
Эпоксибензантраце́н — окись бензантрацена, эпоксид бензантрацена, твёрдое вещество, плохо растворимое в воде, хорошо — в органических растворителях. Встречается в смоге, сигаретном дыму. Получается путём окисления бензантрацена.

## Токсикология и биологическая роль
Эпоксибензантрацен — крайне токсичное, с высокой реакционной способностью вещество. Попадает в организм человека в основном через воздух, кровь и кожу в виде бензантрацена, который накапливается и гидроксилируется в печени с помощью микросомальной системы окисления.  Сильнейший канцероген, разрушает клетки печени, легко связывается с ДНК, алкилирует и образует с ней ковалентно связанные (прочно) ДНК-аддукты, в результате чего вызывает необратимые процессы в клетках: апоптоз, трансформацию и мутагенез, приводящие к злокачественным опухолям и некротической гибели клеток печени. Дальнейшее окисление эпоксибензантрацена считается бесполезным, так как большая его часть начинает немедленно разрушать клетки. Образовавшийся двухатомный фенол— бензантрацендиол менее токсичен, чем эпоксид, однако тоже является канцерогеном, правда не таким сильным, как эпоксид. 
Из-за своей токсичности, реакционной и канцерогенной способности эпоксибензантрацен не используется в органическом синтезе. Сильно загрязняет атмосферу, в больших количествах (до 10 мкг/м3) обнаруживается в городском смоге, в воздухе рядом с крупными промышленными зонами и ТЭС работающих на угле.
Присутствует в ничтожных долях в воздухе — 5-10 нг/м3, токсичным считается содержание — 1800-2000 нг/м3, LD50 мыши (перорально) = 0,087-0,09 мг/кг.